# スライドライド
「スライドライド」は、Run Girls, Run!のデビュー・シングル。2018年2月28日にDIVE II entertainmentから発売された。規格品番はCD+DVD盤がEYCA-11830/B、CD盤がEYCA-11831。

## 概要
Run Girls, Run!のデビュー曲は、ユニットを結成するきっかけであり、Run Girls, Run!のメンバー3人の声優デビュー作であるTVアニメ『Wake Up, Girls!新章』の挿入歌『カケル×カケル』である。しかし、『カケル×カケル』は2018年3月28日に発売されたアニメWake Up, Girls!のベストアルバム『Wake Up, Best!3』に収録されるまではANiUTaでの配信のみであり、Run Girls, Run!のシングルとして発売されたのは本CDが初めてとなった。

## 解説

### スライドライド
表題曲『スライドライド』は、テレビアニメ『デスマーチからはじまる異世界狂想曲』のオープニングテーマとして使用されており、Run Girls, Run!の初のアニメ・タイアップ曲。なお、テレビアニメ『デスマーチからはじまる異世界狂想曲』にはメンバーである厚木那奈美がマーサ役で出演した。
Run Girls, Run!の歌う「スライドライド」がオープニング主題歌となることは2017年11月25日に発表された。この日は『Run Girls, Run！ ショーケースイベント 位置についてよーいドン！』の最終日であったが、スライドライドの発表はイベントの開演前に作品やRun Girls, Run!の公式ウェブサイト等で発表された。ただし、ツイッター上での告知はWake Up, Girls!の公式ツイッターアカウントで行われた。ショーケースイベントの昼公演にてRun Girls, Run!の公式ツイッターアカウントの開設が発表され、以降のインターネット上での両ユニットの展開は完全に分離された。
ライブでの初披露は2018年2月10日に開催された『ANIMAX MUSIX NEXTAGE』だった。同イベントはアニメミュージックのライブイベントである『ANIMAX MUSIX』への出場権をかけたものであり、来場者の投票により、Run Girls, Run!は2019年1月19日に開催の『ANIMAX MUSIX 2019 OSAKA』へ出演することとなった。この出演発表は2018年7月26日に生放送のインターネット配信の特番内で行われたが、Run Girls, Run!の3人にとってはサプライズとなった。

#### ミュージックビデオ
『スライドライド』にはミュージックビデオが存在し、CD+DVD盤のパッケージや各音楽配信サービス、動画配信サイトにて提供されている。YouTubeでも当初はショートバージョンが公開されていたが、その後、フルバージョンも無料公開された。
スライドライドのミュージックビデオは、2017年12月末にロックハート城にて撮影された。
異世界を旅するというタイアップ作品の世界観に沿ったような風景の元、雪山や城の中を冒険する3人の映像がダンスパートの合間に差し込まれる映像となっている。吹雪の中撮影されたが、これは予定外のことであった。
本シングルのCD+DVD盤にはDVD-Videoに標準画質での収録となっているが、2020年5月20日に発売されたアルバム『Run Girls, World!』のCD+Blu-ray盤にはBDMVのハイビジョン画質で収録されている。

### サクラジェラート
カップリング曲の『サクラジェラート』はノンタイアップ曲で、発売から8ヶ月後の2018年10月28日の『Run Girls, Run! 1st LIVE TOUR 止まってなんかいられない』初日の大阪昼公演にてライブ初披露となった。振付はダンスを得意とするメンバーの厚木那奈美が担当している。
3枚目のシングル『Go! Up! スターダム!』のカップリング曲である『秋いろツイード』、6枚目のシングル『Share the light』の収録曲『スノウ・グライダー』とは作詞者・作編曲者が同一であり、季節感がある点などが共通している。

## プロモーション
本CDの発売にあたって、2018年2月には仙台、東京、大阪の3都市で、2018年3月には横浜でリリース記念お渡し会が開催された。また、2017年12月には予約者を対象に池袋でクリスマスイベントも開催されている。

## シングル収録内容
| 全作詞: 只野菜摘。 |                                    |           |                  |      |
| #                  | タイトル                           | 作詞      | 作曲・編曲       | 時間 |
| 1.                 | 「スライドライド」                 | 只野菜摘  | 広川恵一(MONACA) | 4:37 |
| 2.                 | 「サクラジェラート」               | 只野菜摘  | 石濱翔(MONACA)   | 4:10 |
| 3.                 | 「スライドライド」(Instrumental)   | 只野菜摘  |                  | 4:36 |
| 4.                 | 「サクラジェラート」(Instrumental) | 只野菜摘  |                  | 4:09 |
| 合計時間:          | 合計時間:                          | 合計時間: | 17:32            |      |

| #         | タイトル                        | 作詞 | 作曲・編曲 | 時間 |
| --------- | ------------------------------- | ---- | ---------- | ---- |
| 1.        | 「スライドライド」(Music Video) |      |            | 4:43 |
| 合計時間: | 合計時間:                       | 4:43 |            |      |

## スタッフ・クレジット

### 「スライドライド」
- 兼重哲哉 – レコーディング、ミキシング
- 嶌田顕一郎 (Studio Fine) – レコーディング

- 和田たけあき – ギター
- 金川卓矢 – ドラム
- 広川恵一(MONACA) – ベース、プログラミング

ミュージックビデオ
- 田代誠次郎(GiftBank LLC) – ディレクター
- 中山裕太 – 撮影
- 木村洸太(ADC) – 撮影助手
- 平井達也(OFFICE DOING) – 照明ディレクター
- 山本晃生(OFFICE DOING) – 照明助手
- 東憲和(OFFICE DOING) – 照明助手
- 舟井愛美(OFFICE DOING) – 照明助手
- 菅沼結香(OFFICE DOING) – 照明助手
- 原田幸枝 – 衣装
- 三反理沙子(B★side) – ヘアメイク
- 岩元夕湖(B★side) – ヘアメイク
- 塚本貴之(D.&A.MUSIC) – 編集
- 子田一幾(avex entertainment Inc.) – プロデューサー

- ロックハート城 – 撮影協力

### 「サクラジェラート」
- 加藤智明(MIT STUDIO) –  レコーディング
- 石濱翔(MONACA) – プログラミング、ミキシング

### 共通
- 小柳令奈 – マスタリング

## 他収録CD
スライドライド
- SUPER OMOTENASHI BEATS vol.1 × DJ小宮有紗（2019年）ノンストップミックス版を収録
- Run Girls, World!（2020年）CD+Blu-ray盤にはミュージックビデオのハイビジョン版も収録